# Mehmet Şahin
Mehmet Mustafa Şahin (ur. 1997) – turecki zapaśnik walczący w stylu klasycznym. 
Brązowy medalista mistrzostw Europy w 2025 roku.